# Mormolyca moralesii
Mormolyca moralesii är en orkidéart som först beskrevs av Germán Carnevali och John T. Atwood, och fick sitt nu gällande namn av Mario Alberto Blanco. Mormolyca moralesii ingår i släktet Mormolyca och familjen orkidéer. Inga underarter finns listade i Catalogue of Life.